# 足立梨花
足立 梨花（あだち りか、1992年（平成4年）10月16日 - ）は、日本のバラエティタレント、グラビアアイドル、女優。愛称：あだっちぃー。スリーサイズはB79 W56 H85。母方の祖父はJRA元騎手で元調教師の飯田明弘。母方のおじはJRA元騎手で調教師の飯田祐史。15歳年下の弟がいる。夫は手話パフォーマンスユニット・HANDSIGNのTATSU。

## 略歴
2007年、中学3年生時に第32回『ホリプロタレントスカウトキャラバン』（以下、HTSC）に父の推薦で応募して、5万1923人の中からグランプリに選ばれる。
2009年7月、NHKドラマ『ふたつのスピカ』（2009年6月 - 7月）の宇宙飛行士を目指す高校生・宇喜多万里香役の出演をきっかけに、『日本宇宙少年団宣伝キャプテン』に就任した。
2010年4月20日、『2010 Jリーグ特命PR部 女子マネージャー』就任。12月5日、シーズン中に全37クラブのホームスタジアムを訪問するという偉業を成し遂げる。2011年、2012年も特命女子マネジャーを務めた。
2012年2月26日、『ヒルナンデス!』の企画で東京マラソン2012に出場するが、制限時間切れでリタイア。
2013年、スカパー!のJリーグマッチデーハイライトで初めてスポーツキャスターに挑戦する。1月31日、『Jリーグ 特命PR部 女子マネージャー』を卒業。3年間の功績を称えた「『Jリーグ名誉女子マネージャー』の称号を付与する」旨が記載された大東和美Jリーグチェアマン名義の卒業証書を授与された。
2013年4月、スポーツ応援アイドルユニット「モブキャストガール」のメンバーに選出される。
2019年、パルコ50周年「PARCO SWIM DRESS 2019」のキャンペーンガールに選ばれる。
2023年6月26日、手話パフォーマンスユニット・HANDSIGNのTATSUと結婚。所属事務所を通じて報告した。同日午後には都内で手話通訳の同席のもと、高級ブランドハリー・ウィンストンの婚約指輪（購入価格約70万と発表）を付けて、2ショット結婚会見を行った。翌年4月に開催した挙式披露宴では、自身が「名探偵コナン」の大ファンであることから、同作の原作者である青山剛昌より祝福の直筆イラストが贈られた。

## 人物

### 嗜好
趣味は、アニメ鑑賞、音楽ゲーム、ご当地キティ集め。ディズニー。アニメに関しては月に30本見る程の大のアニメ好き。2017年3月よりアニメ及び付随するカルチャーを紹介する番組『アニカル部!』（アニマックス）のMCに抜擢された。好きなアーティストはB'z。特技はHTSC決勝大会でフォームを披露した、ソフトテニス。

### 交友関係
憧れの人として、事務所の先輩でもある石原さとみを挙げている。
HTSCで特別賞を受賞した入来茉里と、同コンテストのグアム合宿で仲良くなった。
桜庭ななみ（生年月日が1日違いで、共演歴あり）、田中あさみ、西内まりや、元女優の篠原愛実などと仲が良く、同学年でもある剛力彩芽とは親友である。
染谷将太は、高校時代の同級生。
矢口真里からバラエティの、いろはなどを教わった。

### 仕事関連
色々な仕事をこなせるタレントを目指しているが、元はモデル志望で『CanCam』（小学館）などの雑誌に登場。好きなモデルは、SHEILA。HTSCでSHEILAが司会を務めており、そこで初対面した。
清楚なルックスとスレンダーな肢体とはアンバランスな巨尻が特徴かつチャームポイントであるため、グラビアではお尻を強調したショットが多い。
『Jリーグ 特命PR部 女子マネージャー』として活動したことで、ドラマだけでなく、サッカー関連番組やバラエティ番組へ出演する機会が増えた。仕事以外でも何度かJリーグ観戦に足を運んでおり、高校サッカー決勝を観戦したこともある。初年度で当時Jリーグに所属していた全37クラブのホームスタジアムを訪問するなど、3年間の活動を通じて「日本一Jリーグに詳しい女優」と自称する程知識を深めた。
2013年のNHK連続テレビ小説『あまちゃん』で、能年玲奈演じる主人公と敵対する役柄で出演した際には、足立のブログやインターネット上で、能年ファンから足立への批判が続出し、足立自身も性格が悪いと誤解されることもあった。これに対して足立は、本来の性格とは逆の意地悪な役柄の演技に成功し、ドラマでの演技が視聴者に伝わっていると、前向きに解釈している。これらの演技が評価され、同年のフジテレビの土ドラ『山田くんと7人の魔女』でも、主人公をいじめる役に抜擢されており、足立自身も敵役、いじめっ子、嫌われ役を今後も演じることを望んでいる。
2022年6月に日本ソフトテニス連盟ソフトテニスアンバサダーに就任。2024年10月20日の都城運動公園テニスコート（宮崎県都城市）の完成記念式典では中学生選手と始球式を務めた。

### 受賞歴
- ネイルクイーン 2015・女優部門（2015年）[33]

### その他
- 『アメトーーク!』（テレビ朝日）の「思い出のファミコン芸人」（2017年6月15日放送）のオブサーバー側のゲストとして出演した際、聞いた事・見た事・触れた事が1回も無いファミリーコンピュータを初めてプレイした事があった[注釈 2]。

## 作品

### 映像作品
- 鯨、ときどき馬（2008年12月17日、ポニーキャニオン）
- まる、三角、ハート（2011年4月20日、ワニブックス）
- スマイリーカ（2012年4月20日、竹書房）
- 足立梨花としたい10のこと（2012年4月20日、竹書房）

## 出演

### テレビ番組
※ゲスト出演はのぞく。

#### バラエティ番組
- ヒルナンデス! （日本テレビ）
  - 隔週木曜レギュラー（2011年3月31日 - 2012年9月27日）
  - 隔週金曜レギュラー（2012年10月5日 - 2013年3月22日）
- run for money 逃走中 / battle for money 戦闘中（フジテレビ） - 青山シズカ 役（2013年4月7日・戦闘中第三陣から）
- 超イイネ!ユニバーサル･スタジオ･ジャパン（2021年7月 -  月ごとで番組更新・JCOM） - MC
- 七人のコント侍（プレミアムコント、第4期：2013年11月 - 12月、第8期：2014年12月 - 2015年3月・NHK BSプレミアム）
- 特捜警察ジャンポリス（2014年4月4日 - 2019年3月30日 、テレビ東京） - MC
- くりぃむクイズ ミラクル9（テレビ朝日） - 不定期出演
- ひるブラ（NHK総合） - 不定期出演
- 一声入魂!アニメ声優塾（2015年8月4日 - 9月22日、NHK教育）
- しくじり先生 俺みたいになるな!!（テレビ朝日） - 生徒役ゲスト（不定期出演）
- お笑い脳自慢（2015年9月19日、NHK総合） - MC
- 東京EXTRA（2015年10月 - 2016年6月27日 、TBSテレビ） - MC[34]
- 土スタ （2016年5月 - 2016年10月8日、2017年4月8日 - 2024年3月16日、NHK総合） - MC
  - 当初は大沢あかねの産休による代役として出演。2017年4月から正式に司会者となった。
  - 2022年12月31日までの番組名は「土曜スタジオパーク」。NHKスタジオパーク閉館に伴い番組名変更。
  - 2024年3月16日の放送をもって番組MCを卒業すると発表した。
- アニカル部!（2017年3月 - 、アニマックス） - MC　※加藤諒、桃井はること共演[35]
- 志村でナイト（2018年10月10日 - 2020年3月31日、フジテレビ）
- eスポ LOVE（2019年4月8日[36] - 2021年9月27日、東海テレビ） - メインMC
- チコちゃんに叱られる!（2019年4月12日 、NHK総合） - ゲスト解答者
- 発見!タカトシランド（北海道文化放送） - ゲスト
  - 「小樽・銭函エリアでイイとこ探し!」（2021年10月1日）
  - 「石狩エリアでイイとこ探し!」（2021年10月8日）
- クイズ!丸をつけるだけ（2022年＝パイロット版×2、2023年=月1回レギュラー NHK総合）- MC

#### ドキュメンタリー
- 夢と希望の“シンデレラ”紀行（2016年3月31日、NHK総合）[37] - ナビゲーター
- BACKSTAGE（2019年4月28日、TBSテレビ系）
- 天皇のディナー～歴史を動かした美食～（2019年12月30日、NHK BSプレミアム） - ウエイトレス[38]

#### 情報番組
- ドデスカ!（2022年4月までは不定期出演、2022年4月 - 2024年3月7日まで隔週木曜日出演、名古屋テレビ放送）- コメンテーター

#### 特別番組
- はじめての芸能界ごあいさつスペシャル（2008年1月13日、テレビ朝日）
- スカウトキャラバン特番（2008年、CSテレ朝チャンネル）
  - 合宿編（1月19日）
  - 決選大会編（1月20日）
- ちょっと変だぞ日本の自然3-風が吹けば○○が…大変だSP（2008年7月30日、NHK） - リポーター
- 知っとりゃ～す!? ナゴヤCM探偵団（2020年3月29日、CBCテレビ）[39]
- クイズ!丸をつけるだけ（2022年8月23日、NHK総合） - 司会[40]
- FIFAワールドカップ2022 開幕スペシャル（2022年11月21日、NHK総合）
- アニメポケットモンスター音楽祭（2023年3月31日 、テレビ東京） - MC

#### スポーツ番組
- サッカーTV プレミアム（2010年10月5日－、BSジャパン） - マネージャー
- Jリーグマッチデーハイライト（2013年3月 - 2014年12月、スカパー!） - MC、告知CM
- NHKピョンチャンオリンピック中継番組（2018年2月） - 放送サポーター[41]

#### その他の番組
- おはコロアップ（テレビ東京）（2012年10月 - 2013年3月）- 「ハイパーヨーヨーキングダム」コーナー、（2013年1月 - 3月）- MC
- 出前迅速!高専ロボコン2014全国大会「”ソバの出前”で真剣対決!」（2014年12月29日 - 、NHK総合）

#### 配信番組
- 大人の恋愛地図 Supported by 東京カレンダー（2021年10月14日 - 11月25日、ABEMA） - コメンテーター
- 私たち結婚しました2（2021年11月26日 - 2022年2月4日、AbemaTV）[42]

### テレビドラマ
- 未来講師めぐる 第8話・第10話（2008年2月29日・3月14日、テレビ朝日） - 生徒・いづみ 役
- 先生はエライっ!（2008年4月12日、日本テレビ） - 鈴木桃 役
- スクラップ・ティーチャー〜教師再生〜（2008年10月11日 - 12月13日、日本テレビ） - 田町のん 役
- ドラマ8「ふたつのスピカ」（2009年6月18日 - 7月30日、NHK総合） - 宇喜多万里香 役
- トリハダ6〜夜ふかしのあなたにゾクッとする話を（2009年10月7日、フジテレビ）
- 連続テレビ小説（NHK総合)
  - ゲゲゲの女房 第1週（2010年3月29日 - 4月3日） - 飯田ユキエ（幼少期） 役
  - あまちゃん 第13週 - 第17週（2013年6月 - 7月） - 有馬めぐ 役
- ハンマーセッション! 第7話（2010年8月21日、TBSテレビ） - 中里美帆 役
- 土曜時代劇「隠密八百八町」（2011年1月8日 - 3月26日、NHK総合） - 千代 役
- イロドリヒムラ 第5話（2012年11月12日、TBSテレビ） - 麻衣子 役
- 相棒 season 11 第13話「幸福な王子」（2013年1月23日、テレビ朝日） - 野間あずみ 役
- クロユリ団地〜序章〜 第9話・第10話（2013年6月4日・11日、TBSテレビ） - 葉山麗奈 役
- 山田くんと7人の魔女 第1話（2013年8月10日、フジテレビ） - 佐々木凛 役
- 東京トイボックス 最終話（2013年12月21日、テレビ東京） - 百田モモ 役
  - 大東京トイボックス（2014年1月4日 - 3月29日） - 主演・百田モモ 役
- トクボウ 警察庁特殊防犯課 第2話（2014年4月10日、読売テレビ） - 坪倉かおり 役
- ブラック・プレジデント 第7話（2014年5月20日、関西テレビ） - 高岡まゆみ 役
- 近キョリ恋愛〜Season Zero〜（2014年7月19日 - 10月11日、日本テレビ） - 高塔凛々子 役
- 私たちがプロポーズされないのには、101の理由があってだな 第8話（2014年12月23日、LaLa TV） - 高橋夏美 役
- 阪神・淡路大震災20年ドラマ『二十歳と一匹』（2015年1月17日、NHK総合） - ヒロイン・木下サラ 役
- 福岡恋愛白書10 十回目の鈴が鳴るとき（2015年3月27日、九州朝日放送） - 主演・中村美憂 役
- ようこそ、わが家へ（2015年4月13日 - 6月15日、フジテレビ） - 保原万里江 役[43]
- ほんとにあった怖い話（フジテレビ）
  - 夏の特別編2015「奇々怪々女子寮」（2015年8月29日） - 金子真琴 役
  - 20周年スペシャル「机と海」（2019年10月12日） - 川島有希 役
- サイレーン 刑事×彼女×完全悪女 第1話（2015年10月20日、フジテレビ系） - 高野乃花 役
- 誤断（2015年11月22日 - 12月27日、WOWOW） - 安城亜紀 役
- コウノドリ 第7話（2015年11月27日、TBSテレビ） - 山田郁美 役
- 傘をもたない蟻たちは 第1話（2016年1月9日、フジテレビ） - 中村安未果 役[44]
- 大阪環状線 ひと駅ごとの愛物語 第9話「最後のデート」（2016年3月8日、関西テレビ） - メイ 役
- となりの新選組（2016年4月7日 - 8月18日、フジテレビ） - ヒロイン・近藤勇 役
- 早子先生、結婚するって本当ですか? 第2話（2016年4月28日、フジテレビ） - 目黒 役
- 特集ドラマ「最後の贈り物」（2016年5月2日、NHK総合） - 水島もえみ 役
- 水族館ガール（2016年6月17日 - 8月12日、NHK総合） - 小柴久美子 役
- 営業部長 吉良奈津子（2016年7月21日 - 9月22日、フジテレビ） - 神埼あすか 役
- 地味にスゴイ! 校閲ガール・河野悦子（2016年10月15日 - 12月7日、日本テレビ） - 今井セシル 役
  - 地味にスゴイ!DX　校閲ガール・河野悦子（2017年9月20日）
- ふらり松尾芭蕉（2016年11月3日 - 2017年12月28日、フジテレビ） - ヒロイン・松尾芭蕉 役
- 流星放送局〜ふたご座流星群LIVE〜番組内連作ショートドラマ「ミュージシャンの妹」（2016年12月13日、BSジャパン）
- こんにちは、女優の相楽樹です。 第3話 （2017年3月21日、テレビ東京） - 店員・鈴木あい 役
- 人は見た目が100パーセント（2017年4月13日 - 6月15日、フジテレビ） - 岸根香澄 役
- 名駅1丁目1番1号 〜人と、幸せを、つなぐ場所。〜（2017年5月13日、中京テレビ） - 主演・岩井遥 役
- 科捜研の女 SEASON 17 第17話（2018年3月15日、テレビ朝日） - 河原崎愛 役
- オー・マイ・ジャンプ! 〜少年ジャンプが地球を救う〜 第10話（2018年3月17日、テレビ東京） - 医師 役
- 噂の女（2018年4月14日 - 6月23日、BSジャパン） - 主演・糸井美幸 役
- 逃亡花 第3話（2018年4月28日、BSジャパン） - 糸井美幸 役
- 限界団地（2018年6月2日 - 7月28日、東海テレビ・フジテレビ） - ヒロイン・桜井江理子 役
- 湊かなえ ポイズンドーター・ホーリーマザー 第1話・第2話（2019年7月6日・13日、WOWOW） - 主演・藤吉弓香 役（寺島しのぶとのダブル主演）[45]
- 白衣の戦士! 第8話（2019年6月5日、日本テレビ） - 相沢沙織 役[46]
- 僕はまだ君を愛さないことができる（2019年7月15日 - 12月10日、フジテレビ） - 主演・御手洗陽 役（白洲迅とダブル主演）[47]
- 警視庁ゼロ係〜生活安全課なんでも相談室〜SEASON4 第1話（2019年7月19日、テレビ東京） - 山口薫 役
- サギデカ（2019年8月31日 - 9月28日、NHK総合） - 向井有紗 役
- 絶対零度～未然犯罪潜入捜査～ Season2 第6話（2020年2月10日、フジテレビ） - 松永由貴 役[48]
- 家栽の人（2020年5月17日・2021年9月29日、テレビ朝日） - ヒロイン・樋口日名子 役
- 珈琲いかがでしょう 第1話（2021年4月5日、テレビ東京） - 馬場 役[49]
- さすらい署長 風間昭平 15（2022年1月24日、テレビ東京） - 宮本あかり 役[50]
- 卒業タイムリミット（2022年4月4日 - 5月12日、NHK総合） - 梶浦弓美 役
- 悪女のすべて（2022年7月2日 - 9月24日、BS松竹東急） - 主演・玉野久美 役[51]
- 復讐の未亡人（2022年7月8日 - 8月26日[注釈 3]、テレビ東京） - 佐伯麻穂 役[52]
- ファーストペンギン! 第6話・最終話（2022年11月9日・12月7日、日本テレビ） - 白峰アイナ 役[53]
- 天使の耳〜交通警察の夜（2023年3月20日、NHK BS4K / 6月10日、NHK BSP / 2024年4月2日・9日、NHK総合）- 畑山瑠美子 役[54]
- バンカケ〜警視庁自動車警ら隊（2023年3月27日、テレビ東京） - ヒロイン・岸谷涼子 役[55]
- グランマの憂鬱（2023年4月8日 - 5月27日、東海テレビ・フジテレビ） - 百目鬼由真 役[56]
- 婚活1000本ノック 第9話・最終話（2024年3月13日・20日、フジテレビ） - 福留小春 役[57]
- 特捜9 season7 第4話（2024年4月24日、テレビ朝日） - 井吹華 役[58]
- しょせん他人事ですから 〜とある弁護士の本音の仕事 第1話・第2話（2024年7月19日・26日、テレビ東京） - 木下優里香 役[59]
- マイ・ワンナイト・ルール（2025年1月8日 - 2月26日、テレビ東京） - 主演・成海綾 役[60]
- 下山メシ 高崎篇（2025年6月27日、テレビ東京） - 奈々江 役[61]
- 大追跡〜警視庁SSBC強行犯係〜（2025年7月9日 - 、テレビ朝日） - 光本さやか 役[62]
- Love Sea 〜愛の居場所〜（2025年8月12日 - 、フジテレビ） - 別府凛 役[63]

### 携帯ドラマ
- LISMO Channel「Happy! School Days!」（au）
  - episode.2「Hello Goodbye」（2010年3月8日配信） - 中西花乃 役

### 映画
- 愛流通センター（2008年7月、監督:土屋哲彦） - 主演・チカコ 役
- 非女子図鑑「占いタマエ!」（2009年5月、監督:豊島圭介） - 主演・タマエ 役
- 音楽人（2010年5月、監督：伊藤秀隆） - 南花恋 役
- 行け!男子高校演劇部（2011年8月、監督：英勉） - 玉城 役
- Good Luck〜恋結びの里〜（2012年3月、監督：瀬木直貴） - 平野有美 役
- 仮面ライダー×仮面ライダー ウィザード&フォーゼ MOVIE大戦アルティメイタム（2012年12月、監督：坂本浩一） - 大木美代子 役
- ダイヤモンド（2013年8月、監督：本間利幸） - 奈央 役
- 劇場版 東京伝説 恐怖の人間地獄（2014年6月、監督：千葉誠治） - 主演・結璃 役
- 好きっていいなよ。（2014年7月、監督：日向朝子） - 武藤愛子 役
- トリハダ -劇場版2-（2014年9月、監督：三木康一郎）
- でーれーガールズ（2015年2月、監督：大九明子） - 主演・秋本武美 役
- 劇場霊（2015年11月、監督：中田秀夫） - 野村香織 役
- MARS～ただ、君を愛してる～（2016年6月、監督：耶雲哉治） - 中嶋宏美 役
- 傷だらけの悪魔（2017年2月、監督：山岸聖太） - 主演・葛西舞 役[64]
- アヤメくんののんびり肉食日誌（2017年10月、監督：芝﨑弘記） - 主演・椿雛菊 役
- キスできる餃子（2018年6月、監督：秦建日子） - 主演・藤田陽子 役[65]
- 隙間男 (Stalking Vampire) Movie（2018年12月12日、YouTubeOriginal　監督：大塚竜也） - メグミ役
- がっこうぐらし!（2019年1月、監督：柴田一成） - ゾンビ 役（特別出演）

### テレビアニメ
- ポケットモンスター（2019年12月29日 - 、テレビ東京） - ヒバナ、ゴウのスバメ、キーラ 役

### 劇場アニメ
- それいけ!アンパンマン すくえ! ココリンと奇跡の星（2011年7月2日） - お掃除ロボ 役
- 名探偵コナン 11人目のストライカー（2012年4月14日） - 足立梨花〈本人〉 役[66]
- ポケモン・ザ・ムービーXY 破壊の繭とディアンシー（2014年7月19日） - マリリン・フレイム 役

### 舞台
- 企画演劇集団ボクラ団義「オーバースマイル」（2011年8月31日 - 9月4日、於・シアターグリーン BOX in BOX THEATER / 9月16日 - 18日、於・in→dependent theatre 2nd）
- ネルケプランニングリーディングドラマ「もしもキミが。」（2011年12月21日 - 25日、紀伊國屋ホール）
- 「2LDK」-2013-（2013年10月18日、俳優座劇場）
- コントと音楽 vol.2「他人関係」（2020年9月9日- 14日、モーション・ブルー・ヨコハマ）[67]
- コントと音楽 vol.2.5 番外配信編（2021年5月11日 - 25日）※インターネット配信[68]
- コントと音楽 vol.3「くたばるものかよ」（2021年10月15日 - 23日、コットンクラブ）[69]
- コントと音楽 vol.4 「今度こそ、愛だ」（2022年9月16日 - 25日、コットンクラブ）[70]
- パルコ・プロデュース2024 PARCO 劇場スペシャル版「カタシロ〜Relive vol.1〜」（2024年12月20日 - 28日、PARCO劇場） - 患者 役[71]

### CM

#### 出演中
- アートネイチャー 4Dα「アート姉ちゃん」篇（2017年3月 - ）[72]
- 丸美屋
  - ソフトふりかけ
    - 「食べたい篇」（2014年3月18日 - ）[73]
    - 「困っちゃう」篇・「おかわり」篇（2014年8月27日 - ）[74]

  - かけうま麺用ソース
    - 「まねっこ」篇・「TRY」篇（2014年6月26日 - ）[75]
- トーエネック（2013年12月 - ）[76]
- リクルート
  - スーモ（2017年4月 - ）[77]
- キリンビール 一番搾り「ホルモン」篇（2019年5月27日 - ）
- 江崎グリコ「じゃんけんグリコ2020」（2020年2月24日 - ）[78]
- アコム
  - 「みるコンサート」篇（2019年7月1日 - ）
  - 「今を、おもしろく。」篇（2022年4月18日 - ）[79]
- 大鵬薬品 PITAS「ピタス deトーク」篇（2020年10月25日 - ）[80]
- C4 Connect 放置少女〜百花繚乱の萌姫たち〜「美しい世界へ」篇（2021年4月29日 - ）[81]
- エコリカ エコな梨花はエコリカ「No.1篇」、「キャンペーン篇」、「年賀状篇」（2021年11月20日 - ）[82]

#### 過去
- アサヒフードアンドヘルスケア バランスアップSOYクリスプ「なんちゃって料理番組」篇（2008年）
  - ※同じ事務所の榊原郁恵と共演
- 興和
  - プチウナコーワ（2008年）
  - 新ウナコーワクール「もろこしヘッド」（2008年）
- ナイキジャパン・PDKジャージ広告キャラクター（2008年11月 - ）
- 大集合NEO（2008年）
- ベネッセ 進研ゼミ高校講座「攻める 高校1年生」篇（2009年）
- mobcast モバプロ（2013年）
- オリックス生命保険（2013年）
- パズドラZ（2013年）
  - 同じ事務所の小島瑠璃子、佐野ひなこと共演
- 森永乳業パルム（2014年5月）[83]
- KDDI
  - auショップショートドラマ（2016年7月4日 - ）

- TOMIYO JOB（2020年）

### ミュージック・ビデオ
- 「手紙 〜拝啓 十五の君へ〜」アンジェラ・アキ（2008年）
- 「ライオン」遊助（2010年）
- 「三月のプリズム」bonobos（2014年）
- 「僕が君の耳になる」HANDSIGN（2017年）
- 「スピリラ」DREAMS COME TRUE（2022年）

### ラジオ
- 週刊!サカラジ（不定期出演、東海ラジオチア・スポ内、19:00〜19:20）
- ビビる大木のBrat!Brat!（2015年10月 - 2016年3月、文化放送） - パーソナリティー
- 迷宮　画のないアニメ館（2016年8月21日、NHK-FM）[84]
  - 画のないアニメ館（2017年4月29日 - 2018年3月31日（毎月最終土曜）、NHK-FM） - 司会
    - 画のないアニメ館　復活特番（2018年9月24日、NHK-R1）[85]
    - 画のないアニメ館　おひさしぶりねケシザベス・涙のチョコレートを救え!（2019年2月16日、NHK-R1）[86]
- NISSAN あ、安部礼司～BEYOND THE AVERAGE（2018年6月17日、TOKYO FM・JFN） - ゲスト[87]
- パワーボイスA 徳井青空のアニメ"ちゅ〜♡"ずでい（2018年9月25日、NHK-R1） - ゲスト
- チケットぴあ presents 足立梨花のアニだちっ!（2018年7月7日 -　TOKYO FM） - パーソナリティー
- 青木源太・足立梨花 Sunday Collection（2021年4月4日 -、TOKYO FM・JFN）[88]
- 岡田惠和 今宵、ロックバーで〜ドラマな人々の音楽談義〜 第377回（2022年10月9日、NHK-FM）[89]

### イベント
- ♥サマーパーティー♥ホリプロ50周年記念!!及びBS-TBS開局10周年記念アイドル50人大集合!!（2010年8月24日、赤坂BLITZ）
- GirlsAward（2017年5月3日、代々木第一体育館）

## 書籍

### 雑誌連載
- Duet（2008年 - 、集英社）レギュラー
- Myojo（2008年 - 、集英社）レギュラー
- Kindai（近代映画社）レギュラー
- BOMB （学研パブリッシング）レギュラー
- Wink Up（ワニブックス社）レギュラー
- Jリーグサッカーキング（朝日新聞出版）　レギュラー（コラム）2010年度
- 週刊サッカーマガジン（ベースボールマガジン社）　レギュラー（コラム）2011年度
- 週刊サッカーマガジンPLUS（ベースボールマガジン社）「Jリーガー1000人の素顔」:2011年7月発売。当時のJ1・J2チームのユニフォーム着用や、各クラブのイチ押し選手を紹介している。
- Jリーグオフィシャルファンズガイド2012（発行・日本プロサッカーリーグ、発売・朝日新聞出版） - 2012年の公式戦が予定されるホームスタジアムについての紹介で、自らの体験を基に観戦の見所を解説したコーナーがある
- MAMOR（扶桑社）2013年9月号 - 入間基地を訪問し航空自衛隊の制服を着て撮影、表紙と巻頭グラビアを飾る。

### 写真集
- リカ1（2008年10月17日、学習研究社、撮影：鯨井康雄）ISBN 978-4054038783
- 16→17ボラカイ島へ行ってきましたっ!（2009年12月23日、学研パブリッシング、撮影：長野博文）ISBN 978-4054043695 [90]
- トキドキ ドキドキ（2011年1月24日、ワニブックス、撮影：熊谷貫）ISBN 978-4847043468
- ADAJIRING（2013年6月27日、ワニブックス、撮影：TAKAO TOUNOKI）ISBN 978-4847045585
- 足立梨花 RIKA 2007→2014（2015年9月18日、学研パブリッシング）ISBN 978-4056106701
- デジタル週プレ写真集「瞬きのたび……」（2015年10月16日、集英社、撮影：樂滿直城）[91]
- リリカル（2022年10月14日、KADOKAWA、撮影：三瓶康友） ISBN 978-4048974349
- デジタル週プレ写真集「ハレルヤ!～prologue～」（2022年12月5日、集英社、撮影： LUCKMAN）[92]